# Lophiotrema brunneosporum
Lophiotrema brunneosporum är en svampart som beskrevs av Yin. Zhang, J. Fourn. & K.D. Hyde 2009. Lophiotrema brunneosporum ingår i släktet Lophiotrema och familjen Lophiostomataceae.   Inga underarter finns listade i Catalogue of Life.